# Vouillé-les-Marais
Vouillé-les-Marais là một xã ở tỉnh Vendée trong vùng Pays de la Loire, Pháp. Xã này có diện tích 9,14 km², dân số năm 2006 là 642 người. Xã này nằm ở khu vực có độ cao trung bình 10 mét trên mực nước biển.

## Biến động dân số
| 1962                                        | 1968 | 1975 | 1982 | 1990 | 1999 | 2006 |
| ------------------------------------------- | ---- | ---- | ---- | ---- | ---- | ---- |
| 336                                         | 390  | 391  | 460  | 528  | 529  | 642  |
| Số liệu từ năm1962: Dân số không tính trùng |      |      |      |      |      |      |